# Marco Paulo da Silva Soares
Marco Paulo da Silva Soares (Setúbal, Portugal, 16 de junio de 1984) es un futbolista portugués nacionalizado caboverdiano. Juega de centrocampista y su equipo es el Florgrade F. C. del Campeonato de Portugal.

## Selección
| Selección               | Año           | Partidos | Goles |
| ----------------------- | ------------- | -------- | ----- |
| Selección de Cabo Verde | 2006-presente | 51       | 3     |

## Clubes
| Club                           | País     | Año       | Partidos | Goles |
| ------------------------------ | -------- | --------- | -------- | ----- |
| F. C. Barreirense              | Portugal | 2003-2006 | 96       | 8     |
| União de Leiria                | Portugal | 2006-2012 | 79       | 5     |
| S. C. Olhanense (cedido)       | Portugal | 2006      | 26       | 2     |
| CS Pandurii Târgu Jiu (cedido) | Rumania  | 2008      | 1        | 0     |
| A. C. Omonia Nicosia           | Chipre   | 2012-2013 | 45       | 4     |
| C. D. Primeiro de Agosto       | Angola   | 2014-2015 | 5        | 0     |
| AEL Limassol                   | Chipre   | 2015-2016 | 110      | 5     |
| C. D. Feirense                 | Portugal | 2018-2019 | 21       | 0     |
| F. C. Arouca                   | Portugal | 2019-2022 | 54       | 0     |
| Florgrade F. C.                | Portugal | 2022-     | 23       | 1     |